# Annenkov Island
Annenkov Island är en ö i Sydgeorgien och Sydsandwichöarna (Storbritannien). Den ligger 13 km utanför Sydgeorgiens kust. Det finns inga samhällen i närheten. Arean är 14,0 kvadratkilometer.
Terrängen på Annenkov Island är lite kuperad. Öns högsta punkt är 566 meter över havet. Den sträcker sig 4,5 kilometer i nord-sydlig riktning, och 6,9 kilometer i öst-västlig riktning.